# Qingzhen (meteoryt)
Qingzhen – meteoryt kamienny należący do chondrytów enstatytowych EH 3, spadły 13 września 1976 roku o godzinie 16:40 w chińskiej prowincji Kuejczou. Przed upadkiem meteorytu widziany był jego przelot w postaci bolidu. Poszukiwany był przez 744 ochotników. Znaleziono tylko dwa fragmenty meteorytu o łącznej masie 2,6 kg.